# Paul Ferrara
Paul Ferrara, né le 16 novembre 1939 est un photographe américain connu pour sa relation avec le chanteur Jim Morrison du groupe The Doors qu'il rencontra à l'UCLA ainsi que Ray Manzarek. Sa première production était un livre de souvenirs qui a été vendus lors des concerts des Doors.  Ferrara a également pris la photo de couverture de l'album Waiting for the Sun et a dirigé le film de Jim Morrison en 1969, HWY: An American Pastoral. Paul Ferrara est le directeur de la photo dans When you're strange.

## Filmographie
- The Doors : When you're strange[3] (2009) (directeur de la photo: images d'archives, directeur de la photographie : "HWY" et " feast of friends "
- 1998 Becker (série télévisée)
- 1996-1998 NewsRadio (série télévisée)
- Sinking Ship (1998)
- Jackass Junior High (1998)
- 4h20 (1998)
- Monster Rancher (1998)

- Copy Machine (1998)
- 1994 Babyfever
- 1994  The George Carlin Show (série télévisée)
- 1993 Big Wave Dave (série télévisée)
- 1993 Lucky Ducks
- 1992 Venise / Venise
- 1992 Rescue Me
- 1991 Schoolbreak CBS spécial (série télévisée) (1 épisode)
- But He Loves Me (1991)
- 1991 The Doors: The Soft Parade (documentaire vidéo) (opérateur caméra : The Doors)
- 1990 A Cry in the Wild
- 1990 Murder in Paradise (TV) (non crédité)
- 1989 Mystery Train
- 1989 I, Martin Short, Goes Hollywood (TV)
- 1988 Elvira: Mistress of the Dark
- 1987 Chuck Berry Hail! Hail! Rock 'n' roll (documentaire)
- 1987 Barfly
- 1987  Murder Ordained (TV)
- 1986 Down by Law - Sous le coup de la loi
- 1985 The Doors: Dance on Fire (documentaire vidéo) (directeur de la photographie additionnel)
- 1981 Capitaine Furillo (série télévisée)
- 1967 Movin 'avec Nancy (TV) (photographe)